# パトリック・ジュースキント
パトリック・ジュースキント（Patrick Süskind, 1949年3月26日 - ）は、ドイツのアムバッハ生まれの小説家、ファンタジー作家、劇作家、脚本家。ズュースキントとも表記される。
1949年、ミュンヘン南部のシュタルンベルク湖近くのアムバッハで誕生。父は作家のヴィルヘルム・エマヌエル・ジュースキント (Wilhelm Emanuel Süskind)。1968年から1974年の間、ミュンヘン大学とエクス＝アン＝プロヴァンスにおいて中世史および近代史を研究。1980年代には、脚本家として『Kir Royal』『Monaco Franze』などの作品を手がける。1985年に発表された長編小説『香水 ある人殺しの物語』はグラス『ブリキの太鼓』以来の大ヒット作となり、日本語を含む46か国語に翻訳されている。2006年には『パフューム ある人殺しの物語』として映画化された。
映画『悦楽晩餐会 または誰と寝るかという重要な問題』（原題：Rossini – oder die mörderische Frage, wer mit wem schlief、監督：ヘルムート・ディトール、1996年、ドイツ）の脚本も担当している。2006年には随筆『Über Liebe und Tod』をドイツで出版した。現在はミュンヘン在住。メディアの取材を避けるきらいがある。

## 著作リスト
- コントラバス Der Kontrabass、1981　池田信雄,山本直幸訳 同学社, 1988
- 香水 ある人殺しの物語 Das Parfum、1985　池内紀訳 文芸春秋 1988　のち文庫
- 鳩 Die Taube、1987　岩淵達治訳 同学社 1989
- ゾマーさんのこと Die Geschichte von Herrn Sommer、1991 池内紀訳 文芸春秋 1992
- Three Stories and a Reflection, 1996